# Rhopalia efflatouni
Rhopalia efflatouni är en tvåvingeart som beskrevs av Joseph Charles Bequaert 1961. Rhopalia efflatouni ingår i släktet Rhopalia och familjen Mydidae.
Artens utbredningsområde är Egypten. Inga underarter finns listade i Catalogue of Life.